# Maneton

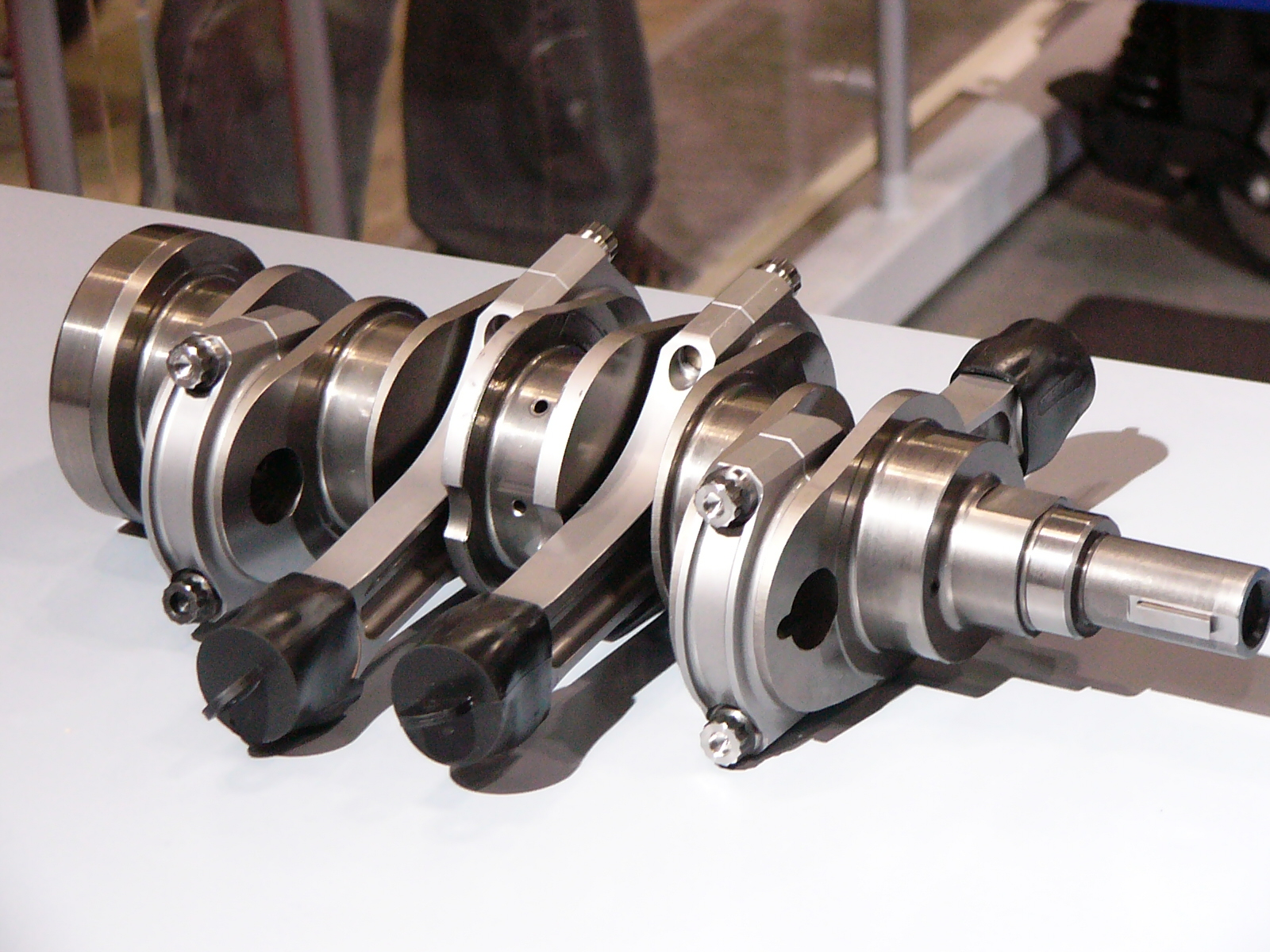
Pour ce vilebrequin monobloc, les bielles à chapeau sont équipées de coussinets avant leur assemblage sur les manetons.

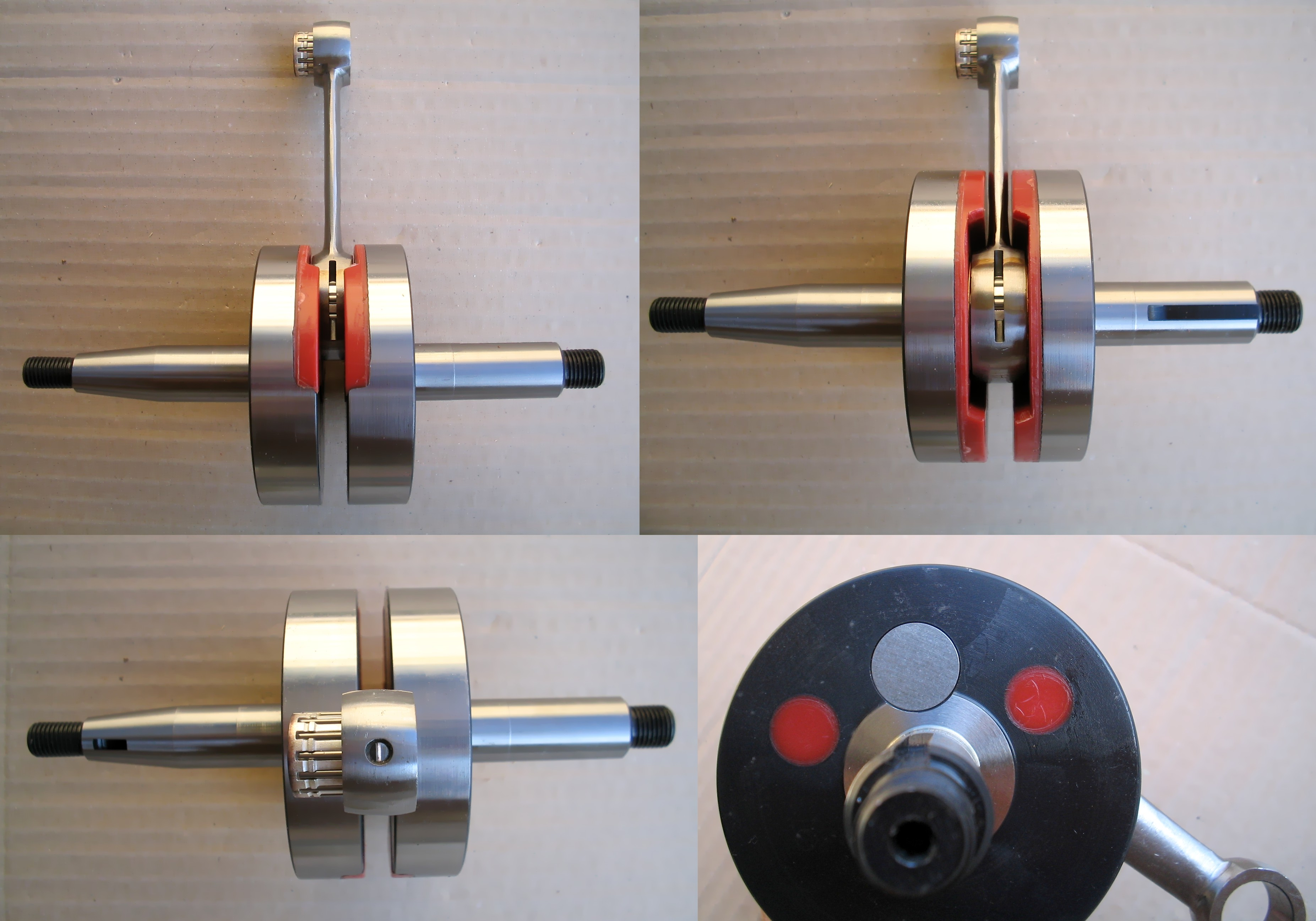
Pour ce vilebrequin assemblé, la bielle monobloc, les rondelles de calage latéral, la cage et les aiguilles sont enfilés sur le maneton avant l'assemblage à la presse hydraulique.

Le maneton est la partie cylindrique d'un vilebrequin assurant la liaison pivot avec la bielle grâce à un roulement à aiguilles ou deux coussinets servant a réduire la friction entre le vilebrequin et la bielle. La surface du maneton est usinée au micromètre près puis traitée thermiquement afin d'en augmenter la dureté.

## Moteur à plusieurs cylindres
Dans les moteurs à plusieurs cylindres, le maneton est affecté à un ou plusieurs pistons : 
- dans les moteurs en ligne ou à plat, le maneton sert généralement à un seul piston ;
- dans les moteurs en V, chaque maneton sert à un ou deux pistons ;
- dans les moteurs en étoile, un maneton est associé à toute une rangée de cylindres.